# Coca-Cola Femsa
Coca-Cola Femsa, S.A.B. de C.V. är en mexikansk multinationell dryckestillverkare som producerar och distribuerar olika produkter som läskedrycker, energidrycker, juicer, vatten och fruktdrycker från olika uppdragsgivare, dock främst från den amerikanska multinationella dryckestillverkaren The Coca-Cola Company. Företaget säljer sina drycker i Argentina (Buenos Aires), Brasilien (södra delarna), Colombia, Costa Rica, Filippinerna, Guatemala, Guyana, Mexiko (södra delarna), Nicaragua, Panama och Venezuela, det tillkommer dock även Uruguay senare under 2018.
De grundades 1991 som ett samriskföretag mellan The Coca-Cola Company och detaljhandelskedjan Fomento Económico Mexicano (Femsa). 1994 blev Coca-Cola Femsa internationella när de förvärvade dryckesrättigheterna för Argentinas huvudstad Buenos Aires. 2003 inledde företaget en storskalig internationell expansion när de köpte den inhemska konkurrenten Panoramico som hade sedan tidigare verksamheter i bland annat Brasilien, Colombia och Venezuela. 2013 gick expansionen till Asien och Filippinerna när de köpte Coca-Cola Bottlers Philippines.
För 2017 omsatte de nästan $10,4 miljarder och hade en personalstyrka på 101 682 anställda. Huvudkontoret ligger i Mexico City.

## Varumärken
Ett urval av varumärken som de producerar:
- Coca-Cola
- Coca-Cola Life
- Coca-Cola Light
- Coca-Cola Zero
- Fanta
- Fresca
- Minute Maid
- Powerade
- Schweppes
- Sprite
- Vitamin Water